# Osvaldo Sobrinho
Osvaldo Roberto Sobrinho (Pirapozinho, 8 de janeiro de 1949) é filho de José Roberto Neto e de Maria Jorge Neto. Sobrinho tem quatro filhos, fruto da sua união com Dilza Ribeiro Roberto, com quem é casado até o presente momento.É um político brasileiro. Formado em Economia, Estudos Sociais e Direito. Osvaldo  chegou a prestar seus serviços como advogado e mais tarde  acabou se tornando agropecuarista.
Entre 1970 e 1974 cursou Economia pela Faculdade de Economia da Universidade Federal de Mato Grosso e Direito entre 1994 e 1998 pela Universidade de Cuiabá. Nesse período, foi professor da rede estadual de Mato Grosso e professor assistente da Universidade Federal do Mato Grosso. Delegado Regional do MEC entre 1974-1978, pela Arena, partido que tinha como finalidade dar suporte ao regime militar instaurado no país em abril de 1964. Foi eleito deputado estadual em 1978, sendo reeleito em 1982, já pelo PMDB. Elegeria-se novamente em 1986, desta vez para deputado federal, que seria constituinte.
Ainda no ano de 1974, por indicação do senador Louremberg Nunes Rocha tornou-se delegado do Ministério da Educação e Cultura (MEC) em Cuiabá, cargo que ocupou até 1978.
Nesse mesmo período, adquiriu o cargo de economista do Departamento de Estradas de Rodagem (DER) de Mato Grosso.

## Vida Pública
Nas eleições de 1974, foi eleito deputado estadual na legenda da Aliança Renovadora Nacional (Arena).
Com o fim do bipartidarismo em novembro de 1979 e a consequente reorganização partidária, afiliou se já em 1980, no Partido Popular (PP), junta liderada nacionalmente pelo político mineiro Tancredo Neves.
Nas eleições de 1986, se elegeu pelo PMDB  deputado federal constituinte mais votado do estado do Mato Grosso,  alcançando 40.685 votos.
Integrou Na Assembléia Nacional Constituinte como titular de varias subcomissões;  da Comissão da Família, da Educação, Cultura e Esportes,  da Ciência e Tecnologia e da Comunicação, da qual foi o segundo-vice-presidente e, como suplente,da Comissão do Sistema Tributário, a Subcomissão do Sistema Financeiro e do  Orçamento e Finanças.
Em 1975 assumiu a cadeira como deputado e integrou  a Comissão de Economia e Finanças.
Em 1990, agora pelo PTB, foi eleito vice-governador de Mato Grosso na chapa, que tinha como lider  Jayme Campos. Durante o mandato, Osvaldo  também excerceu o cargo de Secretário Estadual de Educação.
Em 1994 candidatou-se ao governo do estado, sendo derrotado ainda em primeiro turno para Dante de Oliveira do Partido Democrata Trabalhista (PDT).
Em 1998, concorreu novamente a uma vaga para a Camara dos Deputados pelo  PTB,  nao sendo eleito mas garantindo a primeira suplência. Com o afastamento do titular Wellington Fagundes, em fevereiro de 1999, para assumir a Secretaria Extraordinária de Desenvolvimento Estratégico, Osvaldo Sobrinho assumiu a vaga. Osvaldo permaneceu na Câmara durante 17 meses, como suplente, até o fim da legislatura, em janeiro de 2003.
Em 1998 candidatou-se novamente à Câmara dos Deputados mas obteve a suplência, ocupando eventualmente o cargo por curtos períodos entre 1999 e 2002.
Nas eleições de outubro de 2006, Osvaldo Sobrinho pelo partido do PTB, pleiteou a vaga de segundo suplente  de Jaime Campos, em sua candidatura ao Senado Federal por Mato Grosso. Campos foi eleito, assumindo o cargo no ano seguinte.
Em 2007 Sobrinho foi convidado a ocupar o cargo de assessor especial do Departamento Nacional de Infraestrutura Terrestre (DNIT), em Brasília.
Ocupou a Secretaria de Governo de Cuiabá em 2009. Com a licença deste para tratar de interesses particulares em 2009, e a renúncia em assumir do 1º suplente de Luis Antônio Pagot,  Osvaldo Sobrinho assumiu o mandato de senador da república pelo PTB. Exerceu o mandato até 2 de janeiro de 2010, quando o titular Jayme Campos reassumiu.
Empresário, detém concessões em Mato Grosso de rádios e retransmissoras de TV, afiliadaa à TV Record em Sinop e São Félix do Araguaia.